# Siouxspråk

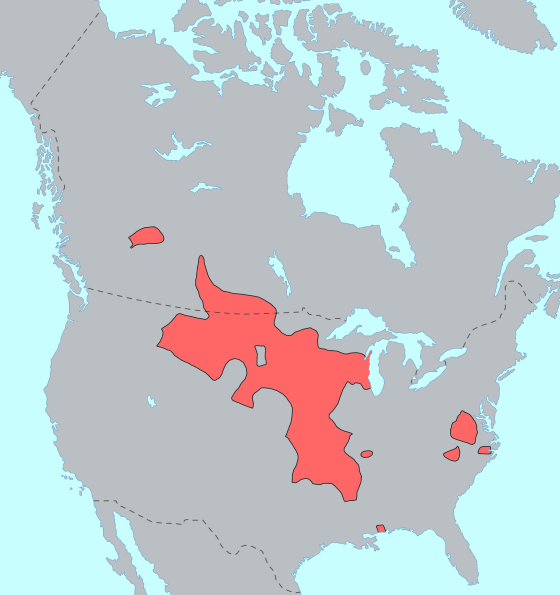
Siouxspråkens ungefärliga utbredning omkring 1700

Siouxspråk är ett samlingsnamn för en grupp sinsemellan besläktade språk som talas av urbefolkningar i USA och Kanada. Språkgruppen uppdelas vanligen i underavdelningarna egentliga siouxspråk ("Siouan proper") och catawbaspråk (Catawban) av vilka den senare är utdöd. Siouxspråken utgör den näst största inhemska språkfamiljen i Nordamerika, efter den algonkinska språkfamiljen.

## Sioux- och catawbaspråken
Siouxspråken indelas i följande undergrupper (efter Campbell, Dorsey, Mithun och Rankin & Parks; utdöda språk markeras med †, tecknet / mellan språk betyder att dialekterna är så lika varandra att det är osäkert om man kan tala om olika språk):
I. Egentliga siouxspråk ("Siouan proper"), med talande stammar inom parentes.
A. Missouri River-gruppen
1. Mandan (Mandan)
2. Crow (Kråkindianer)
3. Hidatsa (Hidatsa)
B. De mellersta siouxspråken
4. Sioux (Lakota, Dakota)
5. Assiniboine (anses ofta utgrenat från 4.) (Assiniboiner)
6. Stoney (anses oftast som en variant av 5) (Assiniboiner)
(7-9 betraktas oftast som ett dialektkontinuum: chiwere)
7. Missouri
8. Iowa
9. Oto
10. Winnebago (räknas ibland till chiwere) (Winnebago)
(11-13 betraktas oftast som ett dialektkontinuum: dhegiha)
11. Omaha (Omaha/Ponca)
12. Osage (Kansa/Osage) †?
13. Quapaw (Quapaw) †
C. Sydöstliga siouxspråk
14. Tutelo †
15. Saponi †
16. Moniton †
17. Occaneechi †
18. Biloxi (Biloxi)†
19. Ofo †
II. Catawbaspråk
20. Woccon †
21. Catawba †